# Aphodius bimaculatus
Aphodius bimaculatus är en skalbaggsart som först beskrevs av Laxman 1770.  Aphodius bimaculatus ingår i släktet Aphodius, och familjen bladhorningar. Arten har ej påträffats i Sverige.